# Dialectica carcharota
Dialectica carcharota là một loài bướm đêm thuộc họ Gracillariidae. Nó được tìm thấy ở Nam Phi, Ethiopia và Zimbabwe.
Ấu trùng ăn Borago officinalis, Cynoglossum hochstetteri và Lithospermum.